# Theodorus Jacobus Frelinghuysen
Theodorus Jacobus Frelinghuysen (geboren als Theodor Jakob Frelinghaus, * ca. 1691 in Lingen; † ca. 1747 in Franklin Township) war ein deutsch-amerikanischer niederländisch-reformierter Pfarrer, Theologe und Stammvater der Familie Frelinghuysen in den Vereinigten Staaten von Amerika. Frelinghuysen wurde bekannt durch seine religiösen Beiträge im Raritan-Tal in den Anfängen des First Great Awakening. Mehrere seiner Nachkommen wirkten als einflussreiche Theologen und Politiker.

## Geburt und Emigration
Frelinghuysen wurde in Lingen als Sohn des deutsch-reformierten Pfarrers Johann Henrich Frelinghaus und dessen Frau Margaretha Brüggemann Frelinghaus (1657–1728) geboren. Nach dem Besuch des reformierten Gymnasiums in Hamm schrieb er sich 1711 mit seinem Bruder Mathias Davidt am Gymnasium Georgianum in Lingen (Hohe Schule) als Student der Theologie ein und studierte sechs Jahre lang bei Professor Johannes Wilhelmius und Otto Verbrügge. Die Wahl fiel auf Lingen, da es dort die einzige Fakultät gab, die eher der Richtung des Utrechter Theologieprofessors Gisbert Voetius anhing, der kompromisslos den calvinistischen Standpunkt hinsichtlich der Prädestination vertrat und die rationalistische Lehre von René Descartes verdammte. Frelinghuysen erzielte hier bei den Professoren hervorragende Leistungen in Griechisch und Hebräisch. Er trieb Studien in Aramäisch, Syrisch und rabbinischem Hebräisch und erlernte die niederländische Sprache bis zur Predigtreife. Er war für 14 Monate Pfarrer in Loegumer Voorwerk in Ostfriesland, wurde ordiniert und für kurze Zeit Konrektor der Lateinschule in Enkhuizen in den Niederlanden. Im Juni 1719 folgte er einem Aufruf aus Raritan in der Provinz New Jersey, einer britischen Kolonie in Nordamerika, und nach seiner erneuten Ordination durch den Amsterdamer Kirchenvorstand in die Niederländisch-reformierte Kirche kam er im Januar 1720 nach Amerika.

## Heirat
Frelinghuysen war mit Eva Terhune (ca. 1696–ca. 1750) verheiratet, Tochter von Jan Terhune und Margrietje van Sicklen. Sie heirateten auf Long Island und hatten zusammen sieben Kinder.

## First Great Awakening
Frelinghuysen war Vorreiter der Ersten Erweckungsbewegung (First Great Awakening), in der evangelistische Bestrebungen in der Mittelatlantikregion gipfelten. Er wurde von Gilbert Tennent und George Whitefield unterstützt. Er versuchte, das Raritan-Tal durch den reformierten Pietismus zu evangelisieren, der stark auf dem theologischen Denken der Puritaner beruhte. Seine bevorzugte dreifache evangelistische Strategie richtete sich auf Predigt, Kirchenzucht und eine Kontextualisierung der niederländisch-reformierten Kirchenpraxis. Nach heutiger Einschätzung war „The Great Awakening“ eine der ersten großen Bewegungen, die den amerikanischen Kolonisten ein Gefühl der Einheit in der Neuen Welt gab und ihnen das Bewusstsein stärkte, dass Gott in seiner Vorsehung mit ihnen einen besonderen Zweck erfüllte.

## Motto
Im Vorwort seiner 1733 veröffentlichten Predigten formuliert er das lateinische Motto Laudem non quaero, culpam non timeo (deut. „Ich suche nicht das Lob, fürchte nicht die Schuld“).

## Nachkommen
- Frederick Frelinghuysen (1753–1804), US-amerikanischer General und Senator für New Jersey von 1793-1796
- Theodore Frelinghuysen (1787–1862), Generalstaatsanwalt von New Jersey, US-Senator von 1829 bis 1835, Kanzler der New York University 1839 bis 1850, Bürgermeister von Newark, Vizepräsidentenkandidat 1844
- Frederick Theodore Frelinghuysen (1817–1885), US-amerikanischer Politiker und Mitbegründer der Republikanischen Partei in New Jersey, Generalstaatsanwalt von New Jersey 1861–1866, Mitglied des US-Senats 1866–1869 und 1871-187 und amtierte als Außenminister der Vereinigten Staaten von 1881-1885 unter Präsident Chester A. Arthur. Er war beteiligt am Vertrag von Pearl Harbour als US-Marinestützpunkt
- Rodney P. Frelinghuysen (* 1946), Mitglied des US-Repräsentantenhauses für New Jersey seit 1995